# Manoir de Quettreville

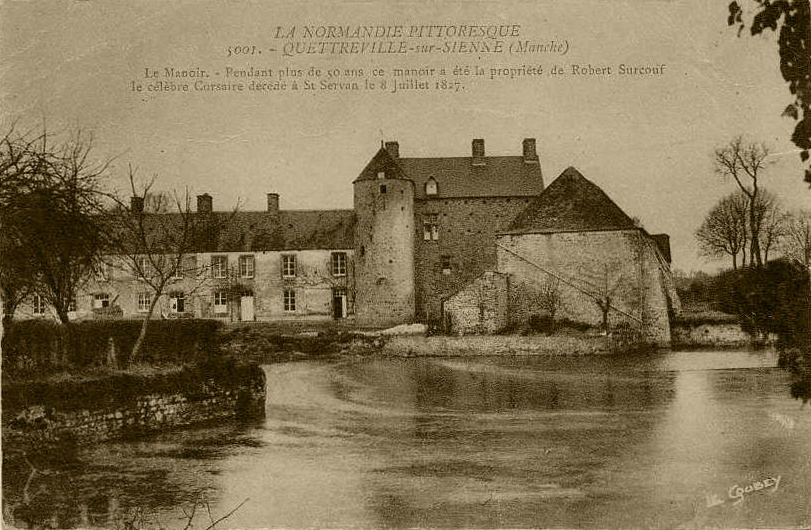
Carte postale.

Le manoir de Quettreville dit aussi manoir de Surcouf est une demeure des XVIe – XVIIIe siècles, qui se dresse sur le territoire de Quettreville-sur-Sienne, dans le département de la manche, en région Normandie.

## Localisation
Le manoir est situé sur le territoire de Quettreville-sur-Sienne, dans le département français de la Manche.

## Historique
Au XVIe siècle, la seigneurie de Quettreville est entre les mains d'Anne d'Anneville qui l'apporte aux Davy du Perron à la suite de son mariage avec Jean VI Davy du Perron.

## Protection
Le manoir en totalité avec ses dépendances (y compris la chapelle, la boulangerie, les vestiges du mur d'enceinte et des portails, le réseau hydraulique) ainsi que le sol et les vestiges en sous-sol de la parcelle sont inscrits au titre des monuments historiques par arrêté du 22 décembre 2016.